# El triunfo
Pour plus de détails, voir Fiche technique et Distribution.
El triunfo est un film espagnol réalisé par Mereia Ros, sorti en 2005.

## Synopsis
À la fin du siècle passé dans un quartier du sud de l'Espagne soumis au milieu dirigé par d'ex-légionnaires, Nen et ses amis Palito, Topo et Tostao rêvent de devenir célèbres dans le monde de la rumba. Le film aborde notamment les sujets de la vengeance et de l'ambition.

## Fiche technique
- Titre : El triunfo
- Réalisation : Mereia Ros
- Scénario : Mireia Ros, d’après le roman de Francisco Casavella
- Musique : Johnny Tarradellas
- Photographie : Sergi Gallardo
- Montage : Dani Beltran et Mireia Ros
- Société de production : Canonigo Films, Castelao Producciones et Public Special Events
- Pays :  Espagne
- Genre : Drame
- Durée : 122 minutes
- Dates de sortie : 
  -  Espagne : 28 avril 2006

## Distribution
- Juan Diego : Gandhi
- Ángela Molina : Chata
- Marieta Orozco : Susi
- Pep Cruz : Andrade
- Cheto : Palito
- Miquel Sitjar : Mediano
- Francisco Conde : Tostao
- Javier Ambrossi : Topo
- Joaquín Gómez : Fontán